# Triệu Dịch Hoan
Triệu Dịch Hoan (tiếng Trung: 赵奕欢; bính âm: Zhao Yihuan, sinh 29 tháng 10 năm 1987) là một nữ diễn viên, người mẫu người Trung Quốc.

## Tiểu sử
Triệu Dịch Hoan tốt nghiệp trường Đại học Thượng Hải và Cao đẳng Nghệ thuật Truyền hình. Cô từng tham gia đóng quảng cáo thương hiệu cho Coca-Cola, Mengiu, DQ, mỹ phẩm. Sau khi tốt nghiệp vào năm 2011, cô ký kết hợp đồng, chính thức bước vào ngành công nghiệp biểu diễn nghệ thuật. Sau đó, liên tiếp đóng vai chính và trở nên nổi tiếng qua các phim điện ảnh Pubescence, Youth Paradise Lost, Pubescence 3. Cô cũng được mời làm MC cho nhiều chương trình của Hồng Kông.

## Phim

### Phim điện ảnh
| Năm  | Tên                                  | Tên tiếng Trung    | Vai              | Ghi chú   |
| ---- | ------------------------------------ | ------------------ | ---------------- | --------- |
| 2011 | Pubescence                           | 青春期             | Trịnh Tiểu Vũ    | [ 2 ]     |
| 2011 | Paradise Lost                        | 青春失乐园         | Trịnh Tiểu Vũ    |           |
| 2012 | Pubescence 3/ Basha policewoman      | 青春期3            | Nữ cảnh sát Ayuk |           |
| 2013 | Struggle                             | 上位               | Li Ruoxi         |           |
| 2013 | en:Women's Enemy                     | 女人公敌           | Sun Xiaomei      |           |
| 2013 | en:The Supernatural Events on Campus | 校花诡异事件       | Su Su            |           |
| 2013 | Love Story                           | 爱爱囧事           | Cao Aiai         |           |
| 2014 | en:The Cabin Crew                    | 后备空姐           | Zhao Xiaofan     |           |
| 2014 | The Girl                             | 校花驾到之极品校花 | Ai Meili         |           |
| 2015 | The Queens                           | 我是女王           |                  |           |
| 2015 | Love in the Office                   | 一路向前           |                  |           |
| 2016 | 708090                               | 708090之深圳恋歌   | Lin Meiqing      |           |
| 2017 | Mr. Cat and Miss Piggy               | 猫先生与猪小姐     |                  |           |
| 2017 | A Blockbuster Hit                    | 惊天大翻盘         |                  |           |
| 2018 | Struggle 2                           |                    |                  |           |
| 2018 | Raging Flower                        | 暴走狂花           | Gu Lei           |           |
| 2019 | Luftmensch                           |                    |                  |           |
| 2020 | Sexy Underwear                       | 废柴梦想家         | Geng Jia Jia     | Vai chính |

### Phim truyền hình
| Năm  | Tên                                    | Tên tiếng Trung      | Vai              | Ghi chú   |
| ---- | -------------------------------------- | -------------------- | ---------------- | --------- |
| 2010 | New Life Explosion                     | 新生活大爆炸         | Su Meiyan        | [ 3 ]     |
| 2011 | Tiantian 2008                          | 天天2088             | A Xiang          |           |
| 2013 | Never Give Up Dodo                     | 钱多多炼爱记         | Hiên Hiên        |           |
| 2014 | Bao Xiao Gong Tang                     | 包笑公堂             | Zhan Zhaozhao    |           |
| 2014 | Heirs From Another Star                | 来自星星的继承者们   | Herself          |           |
| 2015 | Hunter Jame                            | 神探亨特詹           | Kang Ding Hua    |           |
| 2016 | Xin chào, Kiều An (Hello Joann)        | 你好喬安             | Xiao Bai         | Khách mời |
| 2017 | Chàng hoàng tử tôi yêu                 | 亲爱的王子大人       | Su Yuanqing      |           |
| 2017 | Hoa khôi Tiền Truyện (The Visioner)    | 校花前传之很纯很暧昧 | Trần Mộng Nghiên |           |
| 2017 | Die Now                                | 端脑                 | I7               |           |
| 2017 | Phồn tinh tứ nguyệt (Star April)       | 繁星四月             | Li Bao Ying      |           |
| 2019 | Ngôi Sao Sáng Nhất Bầu Trời Đêm        | 夜空中最闪亮的星     | Mã Lệ Na         |           |
| 2020 | Happy Hunter                           | 欢喜猎人             | Tiểu Bạch        | Khách mời |
| 2020 | Thiên Tỉnh Chi Lộ                      | 天醒之路             | Jin Ru Yu        |           |
| 2021 | Tiểu thư quạ đen và tiên sinh thằn lằn | 烏鴉小姐與蜥蜴先生   | Triệu Nghiên     |           |
| 2021 | Điều Tốt Mỗi Ngày (Good Every Day)     | 明天我们好好过       | Fang Min         |           |

### Khác
- Dirty King (邋遢大王)[4]
- Yi Dong Ji Huan (一动即欢)[5]
- Xu Dong Cartoon (炫动卡通)[6]
- Tiantian 2008 (天天 2008)
- New Life Explosion (新生活大爆炸)[7]

## Giải thưởng
Năm 2012: Giành giải 56 Nữ diễn viên phụ xuất sắc nhất